# Пата, Анатолий Григорьевич
Анатолий Григорьевич Пата (30 июля 1958, Сталино, Украинская ССР, СССР — 9 января 2025) — советский футболист, вратарь, и российский тренер.

## Биография
Армейскую службу проходил в Венгрии в спортроте Южной группы войск, где был чемпионом и серебряным призёром Вооруженных сил. Первая команда мастеров — пятигорский «Машук» из 3 зоны второй лиги (1982 год). Следующие два года провёл в первой лиге, в волгоградском «Роторе», где был дублёром Виктора Владющенкова. Затем четыре с половиной сезона был основным вратарём ставропольского «Динамо». В 1989 году перешёл в краснодарскую Кубань, но через год был вынужден уступить место в воротах Евгению Плотникову и следующие два года отыграл в команде второй лиги «Сигнал» / «Динамо» Изобильный. В первой половине сезона-1993 провёл два матча за «Асмарал» Кисловодск, затем вернулся в «Динамо», которое выступало в высшей лиге, где и закончил профессиональную карьеру в 1994 году. Позже играл в любительских командах на первенство Ставропольского края.
Вратарь-бомбардир. В 1986 году в матчах розыгрыша первой лиги забил 4 гола с пенальти, в 1991 году в турнире второй низшей лиги — 3 гола. Отразил пенальти в своей первой игре в высшем дивизионе, один из 12 вратарей чемпионатов СССР и России, отразивших два одиннадцатиметровых в одном матче — в 1994 году отбил удары игроков «Ротора» Веретенникова и Нидергауса.
Ещё будучи игроком, Пата испытывал проблемы с алкоголем, которые усилились после окончания карьеры. Однако он сумел с ними справиться, в 2000 году был приглашён в «Динамо» тренировать вратарей, а следующие два года работал старшим тренером. В 2002 году получил тренерскую лицензию и в октябре стал главным тренером клуба. В следующем сезоне «Динамо» возглавил Корней Шперлинг, но в июне Пата его сменил. В 2004 году главным тренером был назначен Сергей Юран, но, так как он не имел тренерской лицензии, главным тренером значился Пата, хотя никакой работы в клубе не выполнял. После того, как ему, несмотря на действующий контракт, перестали платить зарплату, Пата обратился в суд. С клуба в его пользу было взыскано 2,5 миллиона рублей, но судебное постановление, по его словам, он «порвал и выбросил».
В 2005 году по приглашению директора биологической фабрики Армавира Евгения Сусского возглавил команду «Биолог» из посёлка Прогресс Новокубанского района Краснодарского края и занял с ней 4 место в высшей лиге Кубани. На следующий год результат был повторён, а сезоны-2007 и 2008 Пата и «Биолог» провели в первенстве ЛФЛ, где в каждом сезоне также занимали четвёртые места.
В декабре 2009 года Пата был вновь приглашён в ставропольское «Динамо». В мае 2010 года он из-за неудовлетворительных результатов был снят с должности главного тренера и переведен на должность тренера-селекционера.
С 2011 года — главный тренер команды чемпионата Ставропольского края «Электроавтоматика» (Ставрополь).
Скончался 10 января 2025 года в возрасте 66 лет.